# Joan de Valence
Joan de Valence (verheiratet als Joan Comyn) († nach 1306) war eine englische Adlige.

## Herkunft
Joan de Valence entstammte einer Nebenlinie der Familie Lusignan. Sie war eine jüngere Tochter des englischen Magnaten William de Valence, 1. Earl of Pembroke und von dessen Frau Joan de Munchensi. Ihr ursprünglich aus Frankreich stammender Vater war ein Halbbruder des englischen Königs Heinrich III., der nach 1247 die reiche Erbin Joan de Munchensi heiraten durfte.

## Heirat mit John Comyn und Verwicklung in den schottischen Unabhängigkeitskrieg
Joan wurde mit John Comyn dem Jüngeren verheiratet, einem Angehörigen der führenden schottischen Magnatenfamilie Comyn. Mit ihm hatte sie mehrere Kinder, darunter:
- John Comyn († 1314)
- Elizabeth Comyn ⚭ Richard Talbot, 2. Baron Talbot
- Joan Comyn ⚭ David Strathbogie, 10. Earl of Atholl

Ihr Mann war ein Neffe und wichtiger Unterstützer des schottischen Königs John Balliol, der in der Frage der englischen Oberherrschaft über Schottland zunehmend in Konflikt mit dem englischen König Eduard I. geriet. Als es Anfang 1296 zum offenen Krieg zwischen England und Schottland kam, war Joan in England und erhielt von ihrem Cousin Eduard I. sicheres Geleit nach London. Ihr Mann geriet 1296 in englische Gefangenschaft, worauf ihr der englische König zu ihrer Versorgung Besitzungen im englischen Tynedale übergab, aus denen sie jährliche Einkünfte von 200 Mark hatte. Ihr Mann wurde unter der Bedingung freigelassen, dass er auf englischer Seite im Krieg gegen Frankreich kämpfte, doch vor 1298 kehrte er nach Schottland zurück und setzte den Kampf gegen England fort. Am 26. März 1298 befahl der König daraufhin Joan, mit ihren Kindern sofort zurück nach London zu kommen. Nachdem Comyn sich 1304 dem englischen König unterworfen hatte, durften seine Kinder offenbar nach Schottland zurückkehren. Nachdem Comyn jedoch im Februar 1306 von Robert Bruce ermordet worden war, befahl der englische König Joan und ihren Sohn wieder zurück nach England. Ihr Sohn John wurde in die Obhut von Sir John Weston gegeben, dem Erzieher der Kinder des Königs.
Robert Bruce, der sich nach dem Mord an Joans Mann zum schottischen König erhoben hatte, vertrieb bis 1308 die Mitglieder der Familie Comyn aus Schottland. Joans Sohn John kämpfte 1314 auf englischer Seite in der Schlacht von Bannockburn, in der er fiel. Mit seinem Tod und der entscheidenden Niederlage der Engländer in der Schlacht wurden alle Hoffnungen der Comyns, ihre Besitzungen in Schottland zurückzugewinnen, zerstört. Joans Töchter bzw. deren Nachkommen erbten nach dem kinderlosen Tod ihres Bruders Aymer de Valence einen Teil von dessen Besitzungen.